# NGC 6548
NGC 6548 est une galaxie lenticulaire barrée située dans la constellation d'Hercule. Sa vitesse par rapport au fond diffus cosmologique est de 2 112 ± 8 km/s, ce qui correspond à une distance de Hubble de 31,2 ± 2,2 Mpc (∼102 millions d'al). NGC 6548 a été découverte par l'astronome germano-britannique William Herschel en 1786.

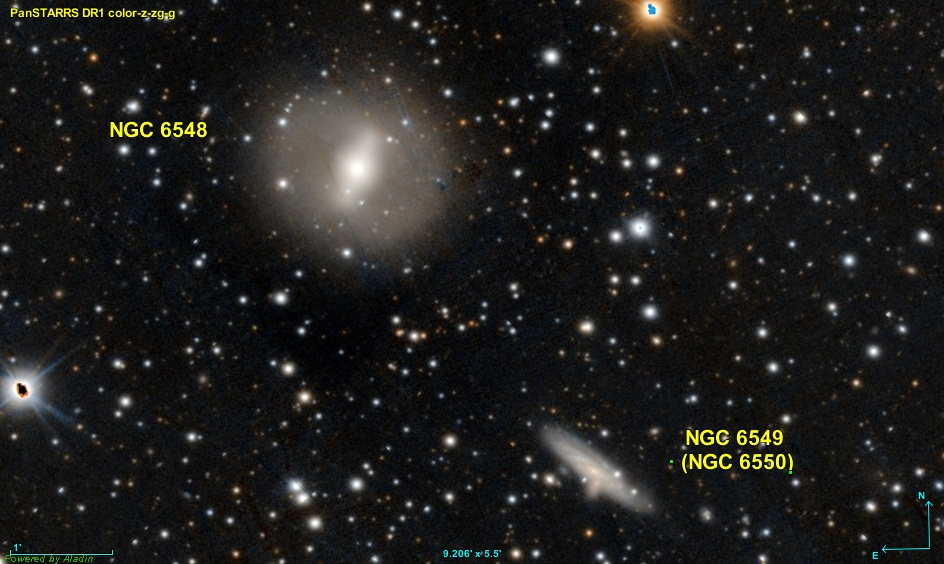
NGC 6548 forme une paire purement optique avec NGC 6549 qui est au moins trois fois plus loin.

À ce jour, une mesure non basée sur le décalage vers le rouge (redshift) donne une distance d'environ 53,400 Mpc (∼174 millions d'al). Cette valeur est à l'intérieur des valeurs de la distance de Hubble.

## Identification des galaxies NGC 6548, NGC 6549 et NGC 6550
Historiquement, NGC 6548 a été découverte par Herschel en 1786. Cette galaxie et NGC 6549 ont été observées par Albert Marth en 1864 et en 1880 Édouard Stephan a observé trois objets dans cette région, sans doute les mêmes galaxies que Herschel et Marth et, fort probablement, un astérisme qu'il a pris pour une nébuleuse. En compilant son catalogue, John Dreyer ne savait pas quels objets étaient lesquels et il a attribué trois numéros distincts à chacune des trois découvertes. Un examen récent de la zone permet cependant de conclure que NGC 6549 et NGC 6550 sont une seule et même galaxie soit PGC 61399.
L'identification de ces trois galaxies varient maintenant selon les sources consultées. Pour le professeur Seligman et Wolfgang Steinicke, NGC 6548 est PGC 61404 et NGC 6549 est PGC 61399 et un doublon de NGC 6550. Pour la base de données NASA/IPAC, NGC 6548 est PGC 61399 et un doublon de NGC 6549. Enfin, une troisième version, pour Simbad et HyperLeda NGC 6548 (un doublon de NGC 6550) est PGC 61404 et NGC 6549 est PGC 61399. Le tableau suivant montre ces différentes indentifications.
| # NGC | NASA/IPAC | Seligman  | HyperLeda | Simbad    | Steinicke |
| ----- | --------- | --------- | --------- | --------- | --------- |
| 6548  | PGC 61399 | PGC 61404 | PGC 61404 | PGC 61404 | PGC 61404 |
| 6549  | PGC 61399 | PGC 61399 | PGC 61399 | PGC 61399 | PGC 61399 |
| 6550  | PGC 61404 | PGC 61399 | PGC 61404 | PGC 61404 | PGC 61399 |

Les propriétés indiquées sur cette page sont celle de PGC 61404.